# Pola Weiss Documental
Pola Weiss Documental  es una película documental mexicana de 2023, escrita y dirigida por Alejandra Lucía Arrieta Méndez, en la que se retrata el legado de la videoartista mexicana Pola Weiss.
Este largometraje se realizó con el apoyo del IMCINE, FONCA, Estudios Churubusco, Azteca, MUAC y TV UNAM. Se estrenó en el 26° Festival Internacional de Cine de Guanajuato, como parte de la Selección oficial de documental mexicano, y se presentó en la edición 18 de Docs MX en la categoría Ópera prima.
La premisa creativa mezcla el archivo con los testimonios de la familia y amigos de Pola. Además, busca mantenerse fiel al espíritu experimental de la artista, por lo que retoma elementos del videoarte de esta artista, como la edición, la fotografía o los efectos visuales derivados de lo análogo y lo mezcla para transmitir la subjetividad de la vida de esta pionera.
Además, Alejandra Arrieta empleó inteligencia artificial para que Pola contara su propia historia. En algunas narraciones se utilizó un código libre o abierto gratuito que en su momento estaba disponible y que trabaja con diversos modelos como PM, DIO y Harvest, que permitieron duplicar la voz de la videasta.

## Sinopsis
Pola Weiss fue la pionera del videoarte y la videodanza en México; prácticamente, una figura desconocida en su propio país. Treinta años después de su trágica muerte, su historia de vida por fin es contada a través de los diarios, videos, cartas y fotografías de su archivo personal, revelando la gran importancia y vigencia de su obra y legado. 

## Relevancia
A partir de su estreno, Pola Weiss Documental  ha dignificado la figura de esta pionera. Si bien, Pola no era feminista, en un sentido militante, su obra y vida propia se percibe como un enunciado feminista. Así, este documental no solo refleja su trabajo como pionera del videoarte, sino también la muestra como pionera del feminismo de cuarta ola, de la televisión cultural, del arte conceptual y del performance. La historia de Pola es un testimonio con temas como la maternidad, la lucha por la creación y los desafíos de la salud mental.
Además, este largometraje busca mostrar el lado humano de Pola Weiss y así borrar los mitos detrás de su muerte. Alejandra Arrieta encuentra un punto entre los estigmas que enfrentó la artista mexicana y revelar su humanidad más profunda. De esta manera, el documental muestra una manera de recuperar la memoria de Pola Weiss.